# Gephyromantis boulengeri
Gephyromantis boulengeri is een kikker uit de familie gouden kikkers (Mantellidae).
De soort werd voor het eerst wetenschappelijk beschreven door Paul Ayshford Methuen in 1920. De soort behoort tot het geslacht Gephyromantis. Later werd de wetenschappelijke naam Rhacophorus gephyromantis gebruikt. De soortaanduiding boulengeri is een eerbetoon aan George Albert Boulenger.
De kikker bereikt een lichaamslengte van 25 tot 30 millimeter. De rug is bruin van kleur en draagt een geelachtige streep.

## Leefgebied
De kikker is endemisch in Madagaskar. De soort komt voor in het oosten van het eiland, rond het district Maroantsetra en leeft op een hoogte tot de 1200 meter boven zeeniveau.

## Synoniemen
- Mantidactylus boulengeri (Methuen, 1920)
- Rhacophorus gephyromantis Ahl, 1929